# Highland (группа)
Highland — немецкая группа, исполняющая музыку в стилях поп и хип-хоп с элементами псевдооперы, образованная в 1999 году.
Highland обрела популярность за счёт грамотного соотношения рэпа (в мужском и женском исполнении) и специфической музыки, сдобренной симфоническими мотивами и шотландским фолком. Изюминку добавлял своеобразный и глубокий вокал, исполняемый преимущественно на итальянском языке. В России группа обрела известность в 2000 году благодаря песне «Se Tu Vuoi» и клипу, посвящённому легенде о короле Артуре. Основными хитами являются также «Bella Stella» (1999), «Solo Tu» (2000), «Veni Vidi Vici» (2001). В 2008 году группа исполнила на русском языке песню «Under Blue Sky (Pod nebom golubym)» из репертуара Бориса Гребенщикова («Город золотой»).
В настоящее время группа Highland считается распавшейся. Солистка Николь участвовала в группе «Heiland», где исполняла песни в стиле готик-рок и метал, а Дин занялся собственной сольной карьерой.

## Дискография

### Синглы
- Bella Stella (1999)
- Se Tu Vuoi (2000)
- Solo Tu (2000)
- Veni Vidi Vici (2001)
- Magic Fortuna (2001)

### Альбомы
- Bella Stella (2000)
- Dimmi Perché (2008)